# Воронов, Никита Васильевич
Ники́та Васи́льевич Во́ронов (1 августа 1924, Москва — 24 мая 2002, там же) — советский и российский искусствовед. Кандидат исторических наук (1957), доктор искусствоведения (1978), профессор. Член Союза художников, Союза дизайнеров, член Комиссии по Государственным премиям России по отделению дизайна. Заслуженный деятель искусств Чувашской Республики и Российской Федерации. Участник Великой Отечественной войны. Лауреат Государственной премии Российской Федерации (2003).

## Биография
Родился 1 августа 1924. в г. Москве. 
Участник Великой Отечественной войны (1942—1943).
В 1957 году в Институте истории АН СССР защитил диссертацию на соискание учёной степени кандидата исторических наук по теме «Московские кирпичные заводы в XVIII веке»
В 1970 участвовал в совместной экспедиции НИИ художествен. промышленности Мин-ва местной промышленности РСФСР и НИИ ЯЛИЭ при Сов. Мин. Чуваш. АССР по территориям проживания всех этнографических групп чувашей Чуваш. АССР с целью изучить художествен. промыслы и возможности организации производства изделий народ. искусства. Поддерживал связи с художествен. и науч. общественностью Чувашии, был наставником чуваш. искусствоведческой науки. Обстоятельно анализировал произведения чуваш. художников Н. В. Овчинникова, Р. Ф. Фёдорова, А. И. Миттова и др. в отдельных книгах.
В 1978 году в Академии художеств СССР защитил диссертацию на соискание учёной степени доктора искусствоведения по теме «Советская монументальная скульптура 1960-70-х годов: (К эволюции идейно-пластической концепции городского памятника)» (специальность 17.00.04 – «Изобразительное и декоративно-прикладное искусство и архитектура»).
Член Комиссии при Президенте Российской Федерации по Государственным премиям Российской Федерации в области литературы и искусства.
Похоронен на Введенском кладбище.

## Творческая и проектная деятельность
Автор более 40 книг, монографий, брошюр и альбомов, более 300 статей в сборниках трудов и журналах. Область интересов — монументальное искусство, скульптура, декоративно-приклад. искусство, дизайн. Большинство работ посвящено современ. искусству России, в том числе Чувашии, Калмыкии и бывших союзных республик — Грузии, Армении, Азербайджана. Вёл науч. работу в НИИ Росс. Академии художеств.
Преподавал в Московском художественно-промышленном университете.

## Звания и награды
- Заслуженный деятель искусств Чувашской АССР (1982)[9],
- заслуженный деятель искусств РСФСР (1987)[9].
- Награждён:
  - орденом Славы 3-й степени[9],
  - орденом Отечественной войны I степени[9],
  - орденом Почёта (1999)[10].
  - Золотой медалью к 200-летию А. С. Пушкина и др[9].
- За монографию «Вера Мухина» (М., 1989) удостоен
  - Серебряной медали Академии художеств СССР (1990)[9].
- Лауреат Государственной премии Российской Федерации в области литературы и искусства за 2003 год за серию книг по истории дизайна «Российский дизайн», «История дизайна», «Постсоветский дизайн»[11].

## Научные труды
- Воронов, Никита Васильевич. Юрий Чернов. Ленинград: Художник РСФСР, 1981.
- Воронов, Никита Васильевич. Очерки истории отечественного дизайна. НИИ теории и истории изобраз. искусств Рос. акад. художеств, Моск. гос. худож.-пром. ун-т им. С. Г. Строганова. Ч. 1, гл. 1-2. 1997
- Воронов, Никита Васильевич. Эстетика техники [Текст] : Очерки истории и теории / Н. В. Воронов, Я. Е. Шестопал. Москва : Сов. Россия, 1972.
- Воронов, Никита Васильевич. Эрнст Неизвестный. М. : Знание, 1991.
- Воронов, Никита Васильевич. Элеонора Жаренова, Владимир Васильцов [Текст] / [Воронов Н. В.]. Санкт-Петербург : Художник России, 1993.
- Воронов, Никита Васильевич. Элгуджа Амашукели [Текст]. [Москва] : [Сов. художник], [1971]
- Воронов, Никита Васильевич. Что такое дизайн? [Текст]. Москва : Знание, 1969.
- Воронов, Никита Васильевич. Художники вещей [Текст] : [Сборник статей] / Н. Воронов, Л. Крамаренко, И. Суслов. Москва : Сов. художник, [1966].
- Воронов, Никита Васильевич. Фрих-Хар [Текст] : Альбом. Москва : Совет. художник, 1975.
- Воронов, Никита Васильевич. Российский дизайн : Очерки истории отечеств. дизайна / Н. Воронов; НИИ Рос. Акад. художеств. Т. 2. 2001.
- Воронов, Никита Васильевич Российский дизайн : Очерки истории отечеств. дизайна / Н. Воронов; НИИ Рос. Акад. художеств. Т. 1. 2001.
- Воронов, Никита Васильевич Становление и развитие грузинской школы монументальной скульптуры в послевоенный период (1940-80 гг.) : IV Междунар. симпоз. по груз. искусству / Никита Воронов. Тбилиси : Мецниереба, 1983.
- Воронов, Никита Васильевич (1924-) Современное грузинское монументальное искусство [Текст]. Тбилиси : Мецниереба, 1977.
- Воронов, Никита Васильевич Советское художественное стекло / Н. В. Воронов. М. : Знание, 1984.
- Батанова, Екатерина Ивановна. Советское художественное стекло [Текст] / Е. И. Батанова, Н. В. Воронов. [Москва] : [Искусство], [1964].
- Воронов, Никита Васильевич Советское стекло [Текст] : Альбом / Н. В. Воронов, Е. Г. Рачук ; Фотогр. М.Файн. Ленинград : Аврора, 1973.
- Воронов, Никита Васильевич (1924-) Советская монументальная скульптура 1960-70-х годов [Текст] : (К эволюции идейно-пласт. концепции гор. памятника) : Автореф. дис. на соиск. учен. степени д-ра искусствоведения : (17.00.04) / Акад. художеств СССР. Москва : [б. и.], 1978.
- Воронов, Никита Васильевич (1924—2002) Советская монументальная скульптура, 1960—1980 [Текст] / Н. В. Воронов ; НИИ теории и истории изобразительных искусств Акад. художеств СССР. Москва : Искусство, 1984.
- Воронов, Никита Васильевич (1924-) Советская монументальная скульптура [Текст] / Н. В. Воронов. Москва : Знание, 1976.
- Воронов, Никита Васильевич. Скульптор Л. Головницкий [Текст]. Ленинград : Художник РСФСР, 1965.
- Воронов, Никита Васильевич. Скульптор Дмитрий Рябичев : [Альбом] / Никита Воронов. М. : Сов. художник, 1984.
- Воронов, Никита Васильевич. Светлана Бескинская [Текст] : [Альбом]. Ленинград : Художник РСФСР, 1974.
- Воронов, Никита Васильевич. С. Эйкельман : [Текст] : Альбом / Гжел. эксперим. керам. з-д МОХФ РСФСР. Москва : Советский художник, 1992.
- Воронов, Никита Васильевич. Российский дизайн : Очерки истории отечеств. дизайна / Н. Воронов; НИИ Рос. Акад. художеств. М. : Союз дизайнеров России, 2001-.
- Воронов, Никита Васильевич. Рассказ о великом скульпторе : В. И. Мухина : [Для сред. и ст. шк. возраста] / Никита Воронов. М. : Дет. лит., 1991.
- Воронов, Никита Васильевич. «Рабочий и колхозница». Скульптор В. Мухина [Текст]. Ленинград : Художник РСФСР, 1962.
- Воронов, Никита Васильевич. «Рабочий и колхозница» : [Скульптур. группа В. И. Мухиной] / Н. В. Воронов. М. : Моск. рабочий, 1990.
- Воронов, Никита Васильевич (1924-) Подвиг народный [Текст]. Москва : Знание, 1978.
- Воронов, Никита Васильевич. Очерки истории отечественного дизайна / Н. В. Воронов; НИИ теории и истории изобраз. искусств Рос. акад. художеств, Моск. гос. худож.-пром. ун-т им. С. Г. Строганова. М., 1997-____ .
- Воронов, Никита Васильевич. Омар Эльдаров : [Альбом] / Н. В. Воронов. М. : Сов. художник, 1990.
- Воронов, Никита Васильевич. Олег Константинович Комов / Н. В. Воронов. Л. : Художник РСФСР, 1982.
- Воронов, Никита Васильевич. Николай Васильевич Овчинников : Жизнь и творчество / Н. В. Воронов, С. М. Червонная. Чебоксары : Чуваш. кн. изд-во, 1981.
- Воронов, Никита Васильевич. Невский хрусталь [Текст] : очерки основных этапов развития / Н. В. Воронов, М. М. Дубова. Ленинград : Художник РСФСР, 1984.
- Н. В. Овчинников [Текст] : [Альбом репродукций] / Вступ. статья Н. В. Воронов. Ленинград : Художник РСФСР, 1979.
- Воронов, Никита Васильевич Московские кирпичные заводы в XVIII веке [Текст] : Автореферат дис. на соискание ученой степени кандидата исторических наук / Ин-т истории Акад. наук СССР. Москва : [б. и.], 1957.
- Королев, Юрий Константинович Монументальные произведения, живопись, графика [Текст] : Живопись. Графика. Альбом. Москва : Сов. художник, 1976.
- Воронов, Никита Васильевич. Монументальное искусство вчера и сегодня / Н. В. Воронов. М. : Знание, 1988.
- Воронов, Никита Васильевич. Михаил Михайлович Тараев / Н. В. Воронов. Л. : Художник РСФСР, 1983.
- Воронов, Никита Васильевич. Люди, события, памятники : (Рассказы о памятниках и мемориалах). Кн. для учащихся ст. кл. / Никита Воронов. М. : Просвещение, 1984.
- Воронов, Никита Васильевич. Искусство, рожденное огнем [Текст]. [Москва] : Сов. художник, [1970].
- Воронов, Никита Васильевич. Искусство предметного мира [Текст]. Ленинград : Художник РСФСР, 1975.
- Воронов, Никита Васильевич. Искусство и городская среда / Н. В. Воронов. М. : Знание, 1982.
- Воронов, Никита Васильевич. Жизнь и судьба скульптора Мухиной / Никита Воронов, Елена Короткая. М. : Знание, 1989.
- Евгения Гореликова, 1924—1999 : Монумент. искусство. Живопись / [Вступ. ст. Н. Воронов, Н. Тараканова]. М. : Наш Изограф, 2000.
- Воронов, Никита Васильевич. Дизайн: русская версия / Н. В. Воронов ; Науч.-исслед. ин-т искусствознания Рос. акад. художеств, Моск. гос. худож.-пром. ун-т им. С. Г. Строганова. Тюмень : Ин-т дизайна, 2005.
- Воронов, Никита Васильевич. Владимир Константинович Замков / Н. В. Воронов. Л. : Художник РСФСР, 1983.
- Воронов, Никита Васильевич. Вера Мухина: Монография / Н. В. Воронов. М.: Изобразительное искусство, 1989.
- Кербель, Лев Ефимович Кербель. Альбом [Текст] / [Вступ. статья] Н. В. Воронова. Москва : Изобраз. искусство, 1977.
- Воронов, Никита Васильевич Алмазная грань [Текст] : Рассказ о невском хрустале / Н. В. Воронов, М. М. Дубова. Ленинград : Лениздат, 1974.
- Н. В. Воронов. Люди, события, памятники. Москва, 1984.
- Н. В. Воронов. Советская монументальная скульптура. 1960—1980. НИИ теории и истории изобразит. искусств Акад. художеств СССР. Издательство «Исусство», Москва, 1984. — 224 с. : 86 л. ил. ; 22 см. — 30000 экз.. — (В пер.) : 3.20 р.[12]
- Н. В. Воронов. Памятники В. И. Ленину. / журнал «Исусство», 1987, № 7.
- Н. В. Воронов. Изобразительное искусство Советской Чувашии. М., 1980 (в соавт.); Н. В. Овчинников. Ч., 1981 (в соавт.); Ревель Фёдоров. Л., 1989.
- Путь и судьба (К эволюции творчества А. Миттова) // Миттов (1932—1971). Ч., 1990.